# 무버블 타입
무버블 타입(Movable Type)은 캘리포니아주에 기반을 두고 있는 식스 어파드(Six Apart) 사에서 개발한 웹로그 출판 플랫폼이다. 전자상업, 단체, 개발자, 웹디자이너 그리고 개인 블로거들을 위한 다방면의 플랫폼으로 널리 사용되고 있다. 특히 일본 지사를 두고 있을 만큼 일본에서 인기가 높다. 무버블 타입 2.2 버전부터 도입된 트랙백(TrackBack)은 블로그의 가장 중요한 특징이 되었고 다른 다양한 블로그 시스템에도 채택이 되어있다. 무버블 타입은 개인 사용자에게 무료이다. 한 때 3.0 버전 출시 이후 라이선스가 강화되었지만 3.2 버전부터는 제한 사항을 없애고 다시 웹로그가 무제한으로 가능하도록 복구되었다. 현재 4.1 버전이 출시되면서 오픈소스가 되었다.
무버블 타입은 펄(Perl) 언어로 씌어있고, MySQL, PostgreSQL, SQLite을 지원한다. 용도에 맞게 정적(static) 페이지 생성과, 동적(dynamic) 페이지 생성을 도와준다. 그리고 두 기술을 연동시켜 응용할 수도 있다. 정적 페이지 생성이라는 것은 출판하는 모든 개별 웹페이지를 업데이트 할 때마다 완성된 형태의 HTML 문서로 만들어주는 것이다. 반대로 동적 페이지 생성이라는 것은 다른 블로그 툴처럼 DB에 웹페이지의 데이터를 저장하고 DB로 HTML 문서를 만드는 것이다. 정적 페이지 생성은 다른 설치형 블로그와의 가장 큰 차이점이다. 데이터베이스로 저장되는 방식은 데이터 관리 및 백업이나 파일 손상 시의 복구가 어려운 반면에, HTML 페이지로 발행을 하면, 문제가 발생하였을 때 해당 HTML 페이지의 덮어쓰기를 통하여 손쉽게 복구가 가능하며, 설치형 블로그를 다른 버전이나 다른 프로그램으로 바꿀 경우에도, 해당 주소의 변화 없이 안정적인 웹 서비스를 할 수 있는 많은 장점을 가지고 있다.
또한 식스 어파드(Six Apart) 사는 타입패드(TypePad)와 라이브저널(LiveJournal) 그리고 VOX(VOX)라는 웹로그 출판 시스템도 제공한다. 타입패드는 웹로그 서비스를 하는 호스트이며, 라이브저널은 식스 어파드 사가 Danga Interactive 사를 인수하여 완전히 분리된 채 유지하고 있는 블로깅 시스템이다.

## 같이 보기
- 저작물 관리 시스템 목록
- 워드프레스